# Portugisiska Västafrika
Portugisiska Västafrika (portugisiska: África Ocidental Portuguesa) var en portugisisk besittning i Västafrika åren 1655–1975. Kolonin blev den 11 november 1975 självständig under namnet Angola.

### Fotnoter
1. ↑  ”Angola” (på engelska). World Statesmen. http://www.worldstatesmen.org/Angola.html. Läst 5 juli 2011.